# Allmän spottstrit
Allmän spottstrit (Philaenus spumarius) är en insektsart som först beskrevs av Linne 1758.  Allmän spottstrit ingår i släktet Philaenus och familjen spottstritar. Arten är reproducerande i Sverige. Inga underarter finns listade i Catalogue of Life.